# Perimele
|  | Per a altres significats, vegeu «Perimele (filla d'Hipodamant)». |

Segons la mitologia grega, Perimele (en grec antic: Περιμήλη) o Perimela , va ser una princesa tessàlia, filla d'Admet i d'Alcestis, i germana d'Eumel. Es va casar amb Argos, el fill de Frixos, i va ser la mare de Magnes.
Perimele és també una altra heroïna filla d'Amitàon i mare d'Ixíon.